# Tahiridska dinastija
Tahiridska dinastija ali tudi Tahiridska  monarhija (perzijsko طاهریان, latinizirano: Tâheriyân) je ime iranske države, ki je v 9. stoletju obsegala severovzhodne regije Velikega Irana: današnji Iran, Afganistan, Tadžikistan, Turkmenistan in Uzbekistan. Glavno mesto je bilo prvotno v Mervu, kasneje pa so ga preselili v Nišapur. Taharidi, skupaj s Samanidi, veljajo za prvo neodvisno iransko dinastijo po Sasanidskem cesarstvu.
Tahiridi so kot abasidski vazali sprva vladali v velikem Horasanu, vendar so sčasoma dosegli vse večjo stopnjo neodvisnosti. Ustanovitelj Tahiridske monarhije je bil leta 821 Tahir ibn Husein, general, ki je na začetku svoje kariere služil abasidskemu kalifu v Bagdadu in je kasneje za svoje zasluge prejel velika zemljišča v vzhodnem Iranu. Tahiridi so kmalu razširili svoj vpliv na Indijo in igrali pomembno vojaško vlogo v samem Bagdadu, saj so bili spoštovani kot odlični bojevniki. Taharidska država je izginila leta 873, ko je bila priključena k Safaridski monarhiji.

## Voditelji Tahiridske dinastije
| Guverner                          | Obdobje |
| --------------------------------- | ------- |
| Guverner Horasana                 |         |
| Tahir ibn Husein                  | 821–822 |
| Talha ibn Tahir                   | 822–828 |
| Abdalah ibn Tahir al-Khurasani    | 828–845 |
| Tahir (II.) ibn Abdallah          | 845–862 |
| Muhammad ibn Tahir (II.)          | 862–873 |
| Guverner Bagdada                  |         |
| Tahir ibn Husein                  | 820–822 |
| Ishak ibn Ibrahim al-Musabi       | 822–850 |
| Mohamed ibn Ishak ibn Ibrahim     | 850–851 |
| Abdalah ibn Ishak ibn Ibrahim     | 851     |
| Mohamed ibn Abdalah ibn Tahir     | 851–867 |
| Ubajdalah ibn Abdalah ibn Tahir   | 867–869 |
| Sulejman ibn Abdalah ibn Tahir    | 869–879 |
| Ubajdalah ibn Abdalah (Guverner ) | 879–885 |
| Mohamed ibn Tahir (II)            | 885–890 |
| Ubajdalah ibn Abdalah (Guverner ) | 890–891 |